# Корал-Гіллс (Меріленд)
Корал-Гіллс (англ. Coral Hills) — переписна місцевість (CDP) в США, в окрузі Графство принца Георга штату Меріленд. Населення — 9997 осіб (2020).

## Географія
Корал-Гіллс розташований за координатами 38°52′15″ пн. ш. 76°55′30″ зх. д. / 38.87083° пн. ш. 76.92500° зх. д. (38.870772, -76.925096).  За даними Бюро перепису населення США в 2010 році переписна місцевість мала площу 3,90 км², з яких 3,89 км² — суходіл та 0,01 км² — водойми.

## Демографія
Згідно з переписом 2010 року, у переписній місцевості мешкало 9895 осіб у 3543 домогосподарствах у складі 2367 родин. Густота населення становила 2539 осіб/км².  Було 4217 помешкань (1082/км²).
Расовий склад населення:
| - 90,1 % — чорних або афроамериканців - 3,6 % — білих - 0,4 % — корінних американців - 0,3 % — азіатів - 3,1 % — осіб інших рас |

До двох чи більше рас належало 2,5 %. Частка іспаномовних становила 6,1 % від усіх жителів.
За віковим діапазоном населення розподілялося таким чином: 26,0 % — особи молодші 18 років, 64,6 % — особи у віці 18—64 років, 9,4 % — особи у віці 65 років та старші. Медіана віку мешканця становила 34,3 року. На 100 осіб жіночої статі у переписній місцевості припадало 88,8 чоловіків;  на 100 жінок у віці від 18 років та старших — 82,9 чоловіків також старших 18 років.
Середній дохід на одне домашнє господарство  становив 67 083 долари США (медіана — 54 031), а середній дохід на одну сім'ю — 74 974 долари (медіана — 60 956). Медіана доходів становила 42 958 доларів для чоловіків та 44 234 долари для жінок. За межею бідності перебувало 9,6 % осіб, у тому числі 11,7 % дітей у віці до 18 років та 3,2 % осіб у віці 65 років та старших.
Цивільне працевлаштоване населення становило 4747 осіб. Основні галузі зайнятості: освіта, охорона здоров'я та соціальна допомога — 17,3 %, науковці, спеціалісти, менеджери — 14,3 %, роздрібна торгівля — 13,9 %.